# Cornelis Corneliszoon van Uitgeest

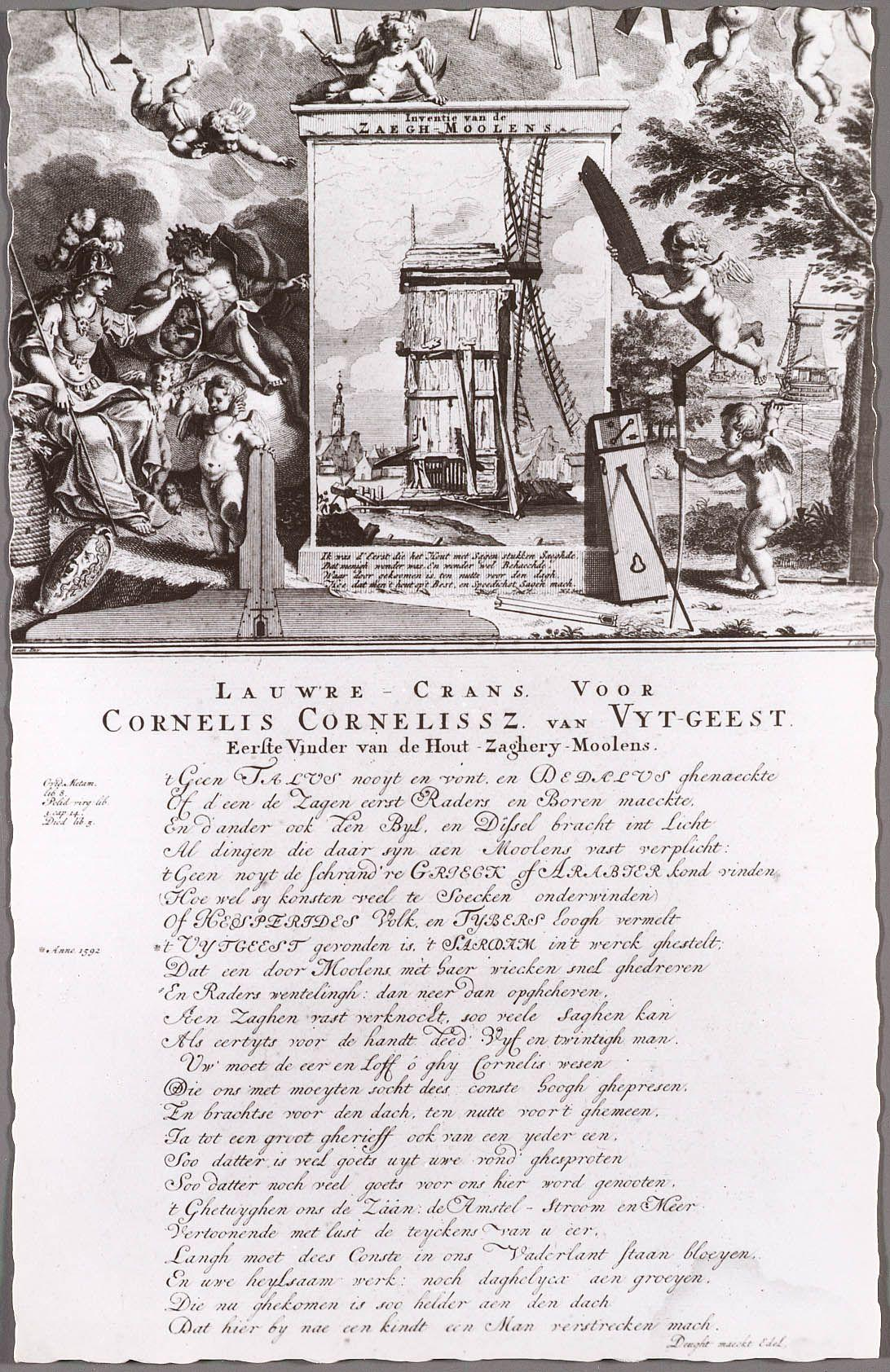
Gravure du XVIIe siècle commémorant l'invention de la scierie par Cornelis Corneliszoon van Uitgeest

Cornelis Corneliszoon van Uitgeest ou Krelis Lootsje (Uitgeest, ca. 1550 - ca. 1607) a inventé la scierie à vent, en néerlandais houtzaagmolen. Utilisant un vilebrequin dans un moulin à vent, un mouvement de rotation a été converti en un mouvement de haut en bas. Les lames de scie sont entraînées de cette manière et les planches peuvent être coupées à grande échelle et avec une grande précision. 
L'invention de Corneliszoon a ensuite été améliorée en une construction intégrée, la scierie à vent dite paltrok. Ce type de scierie a été d'une grande importance pour la construction des navires du VOC et du WIC. Le moulin fabriquant des planches beaucoup plus rapidement qu'auparavant, la construction navale a gagné en rapidité: plus de navires pouvaient être construits en moins de temps. L'invention a donc contribué de manière significative à la constitution d'une flotte marchande dépassant celles de tous les autres pays réunis et au boom économique de la République des Sept Pays-Bas unis au XVIIe siècle.

## Biographie
Corneliszoon obtient un brevet pour la scierie à bois le 15 décembre 1593, pour le vilebrequin, le 6 décembre 1597. En plus de l'invention de la scierie, Cornelis Corneliszoon possède plusieurs brevets à son nom, dont un moulin à huile à ribes, un manège et le précurseur de la pompe centrifuge . 
En 1592, Corneliszoon a construit une première scierie: 't Juffertje. C'était un petit moulin à pivot creux (wipmolen) avec une scierie attenante. Celui-ci a été remplacé en 1594 par un petit moulin qui flottait sur un radeau. Le moulin a été vendu en 1595 et déplacé à Zaandam en 1596. Un autre moulin a été construit à Alkmaar, dont les restes ont été accidentellement découverts en 2004, lors de fouilles au Noordhollandsch Kanaal . 
Corneliszoon, parfois aussi appelé Krelis Lootjes, a été décrit dans son brevet pour la scierie comme un "schamel huisman". Il était marié à Trijn Pieters, fille de Pieter Dircx, meunier du moulin à farine "De Krijger" sur le Meldijk à Uitgeest. Son année exacte de décès est inconnue; c'était entre 1600 et 1607. 
Le moulin à vent De Corneliszoon à Uitgeest porte son nom. L'invention de Corneliszoon a été discutée en détail dans l'émission télévisée Industrial Revelations sur Discovery Channel. [réf. nécessaire]